# Studenternas IP
El Studenternas idrottsplats, a menudo abreviado como Studenternas IP es un estadio de usos múltiples ubicado en la ciudad de Uppsala, Suecia. Fue inaugurado el 21 de marzo de 1909 y reconstruido completamente entre 2017 y 2020. Es utilizado por el club de fútbol IK Sirius Uppsala de la Allsvenskan, la máxima categoría del fútbol profesional, y por el club femenino IK Uppsala Fotboll.
El estadio de verano tiene una capacidad total de 10.522 espectadores y el de invierno 4.700. Las finales de Bandy se jugaron aquí desde 1991 hasta 2012. Desde 2018 hasta 2023, las finales se jugaron nuevamente en Studenternas. El estadio tiene una capacidad mucho mayor durante ese fin de semana; por ejemplo, 25.560 espectadores vieron la final masculina de 2010. El estadio de verano experimentó una importante mejora entre 2017 y 2020.
El récord de asistencia con la nueva capacidad es de 10.054 personas, que se estableció cuando el AIK Estocolmo ganó el choque de Allsvenskan el 31 de julio de 2023.

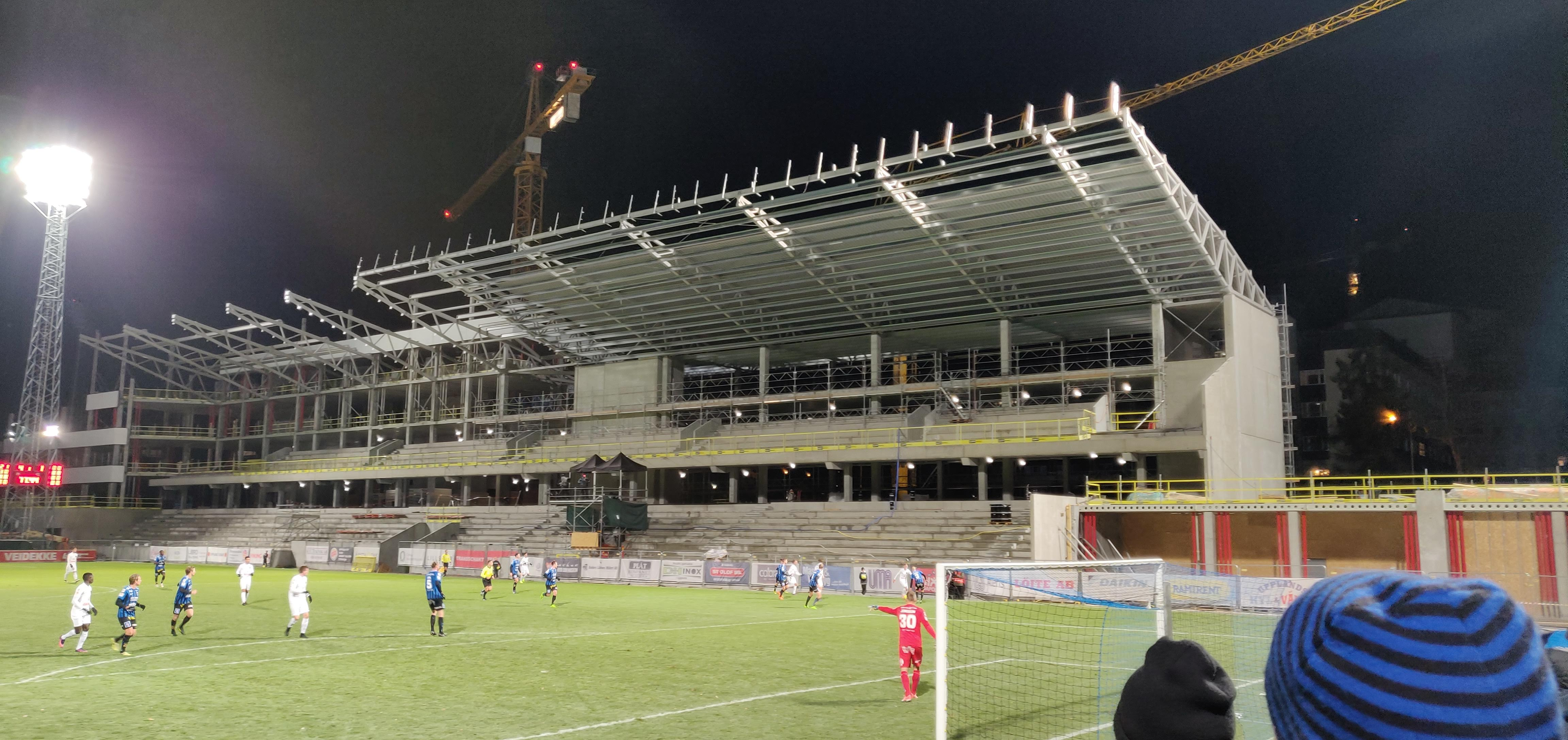
Tribuna principal en construcción.